# Неумывакин, Иван Павлович
Ива́н Па́влович Неумыва́кин (род. 7 июля 1928 года, Киргизская АССР, СССР — 22 апреля 2018 года, Россия) — советский и российский медик, занимавшийся космической и нетрадиционной медициной. Доктор медицинских наук, заслуженный изобретатель РСФСР, лауреат Государственной премии Латвийской ССР (в составе коллектива в 1982 году).
В советское время Неумывакин работал в Институте медико-биологических проблем АН СССР, является автором сотен научных работ.
И. П. Неумывакин также является автором популярных книг на темы лечения и оздоровления человека, в которых он пропагандировал ничем не обоснованное альтернативное науке «лечение» множества болезней, был автором альтернативных методик лечения содой и перекисью водорода и придерживался псевдонаучных концепций, в том числе верил в биоэнергоинформатику. Он был членом (академиком) общественной организации Российская академия естественных наук.

## Биография
Иван Павлович Неумывакин родился 7 июля 1928 года во Фрунзе.
В 1951 году И. П. Неумывакин окончил лечебный факультет Киргизского государственного медицинского института и был призван в армию. Работал военным врачом в авиационных частях на Дальнем Востоке. В 1952 году прошёл семимесячные курсы переподготовки в московском НИИ авиационной медицины ВВС по специальности «авиационная медицина». В 1959 г. переведен в этот институт, который в том же году стал называться «Научно-исследовательский испытательный институт авиационной и космической медицины Министерства обороны СССР» (НИИИАКМ).
И. П. Неумывакин в своей книге утверждал, что во время работы в НИИИАКМ проводил исследования по внешнему дыханию космонавтов, сделал ряд изобретений в этой области и создал серию малогабаритных приборов, которые позволяли передавать соответствующую информацию по телеметрическим каналам на Землю.
Во время работы в институте Неумывакин участвовал в формировании программы и в непосредственном медико-биологическом обеспечении второго в мире группового космического полёта двух кораблей «Восток-5» и «Восток-6», состоявшегося в 1963 году, в ходе которого впервые в мире совершила полёт женщина-космонавт В. В. Терешкова.
В 1963 г. переведен в Институт медико-биологических проблем МЗ СССР и назначен руководителем лаборатории по разработке методов и средств оказания медицинской помощи на борту космического корабля в полете в звании подполковника медицинской службы.
В 1965 г. защитил диссертацию на соискание учёной степени кандидата медицинских наук по теме «Изучение функции внешнего дыхания в практике авиационной и космической медицины с помощью малогабаритных приборов» (научный руководитель академик Б. Е. Вотчал).
В 1967 г. утверждён в учёном звании старшего научного сотрудника (доцента) по специальности «Космическая биология и медицина».
Руководил [когда?] отделом «Разработка средств и методов оказания медицинской помощи во время космических полетов и в реабилитационном периоде после полетов» в звании полковника медицинской службы.
В 1979 г. присвоено звание заслуженного изобретателя РСФСР не подлежавшим опубликованию Указом президиума Верховного совета РСФСР от 31 января 1979 года
В 1982 г. за работу «Синтез, фармакология, клиника и внедрение в промышленное производство, в профилактическую и лечебную практику нового отечественного транквилизатора „Фенибут“» Государственная премия Латвийской ССР была присуждена сотрудникам разных организаций СССР, среди которых есть И. П. Неумывакин.
После увольнения в запас в 1980 г. продолжал работать в ИМБП. В 1982 г. защитил диссертацию на соискание учёной степени доктора медицинских наук по теме «Принципы, методы и средства оказания медицинской помощи космонавтам при полётах различной продолжительности», степень доктора медицинских наук присуждена ему ВАК в 1983 году.
В 1991 году участвовал в создании Российской ассоциации народной медицины (РАНМ), был членом её президиума и вице-президентом..
Иван Павлович Неумывакин скончался 22 апреля 2018 года от остановки сердца на 90-м году жизни. Согласно последней воле Иван Павлович был похоронен в Старом Осколе

## Деятельность в области нетрадиционной медицины
После выхода на пенсию Неумывакин увлёкся нетрадиционной медициной и в конце жизни был «известен как народный целитель и автор оздоровительных методик с использованием перекиси водорода и соды». Научного подтверждения допустимости и эффективности предложенные Неумывакиным методы лечения не имеют.
И. П. Неумывакин пропагандировал «лечение» множества болезней содой, также он продвигал «лечение» онкологических заболеваний перекисью водорода внутривенно. Его методы не имеют клинических исследований эффективности. Исследования безопасности придуманного им метода для организма человека также никем не проводились.
Иван Павлович обосновывал свои идеи «теорией заговора»: «Официальная медицина делает всё, чтобы не видеть и не слышать, что есть какие-то альтернативные методы и средства лечения…».
В посёлке Боровица Кировской области он создал «Центр развития Неумывакина», посетителей которого оздоравливали по его процедурам.
В посёлке Малореченское в Крыму им был создан «Центр оздоровления Неумывакина».
И. П. Неумывакин с 2003 года являлся академиком (действительным членом) Международной академии информатизации.

## Научная работа
В 1964 году были разработаны бортовые аптечки для космонавтов и поставлены в королёвский ОКБ-1 и в Центр подготовки космонавтов для обучения космонавтов использованию аптечек в условиях невесомости. В последующие годы Неумывакин занимался созданием системы оказания медицинской помощи экипажам космических кораблей.
Под руководством И. П. Неумывакина были разработаны эффективные средства, вошедшие в бортовые аптечки и медицинские укладки для орбитальной станции «Салют». Его незаурядный организаторский интеллект и творческий подход позволили качественно решать очень сложные задачи, возникающие в длительных космических полетах.
И. П. Неумывакин участвовал в создании «Справочника по космической биологии и медицине» (Москва: Медицина, 1983) — входил в его авторский коллектив.[значимость факта?]

## Награды и звания
- 1976 год — Орден Знак Почёта[источник не указан 911 дней]
- 1979 год — звание Заслуженный изобретатель РСФСР[5].
- 1982 год — Государственная премия Латвийской ССР — в составе группы награждённых за внедрение транквизизатора Фенибут[6][7].

Также Неумывакин награждён общественными наградами:[значимость факта?]
- 2005 год — лауреат международной премии «Профессия — Жизнь» с формулировкой «За личный вклад в развитие традиционной народной медицины»[27][28].
- удостоен[кем?] янтарной «Звезды магистра» в области народного целительства России[29][30];
- удостоен почётных званий «Мэтр науки и практики»[кем?][когда?] и «Персона России»[кем?][когда?][31];
- награждён орденом Святого благоверного князя Даниила Московского III степени РПЦ «за вклад в патриотическое служение, благотворительную деятельность и восстановление православных святынь»[29].

## Оценки
- Вице-президент Российской академии наук А. И. Григорьев .. «Почти четверть века он трудился в институте медико-биологических проблем, создавая систему оказания медицинской помощи экипажам космических кораблей. Под руководством Ивана Павловича Неумывакина были разработаны эффективные средства, вошедшие в бортовые аптечки и медицинские укладки. Его незаурядный организаторский интеллект и творческий подход позволили качественно решать очень сложные задачи, возникающие в длительных космических полетах»… (Гений здоровой жизни. Журнал «Клуба 100 лет». № 3-4 (15-16) 2012 г. С. 5)[неавторитетный источник]
- Директор Института фитотерапии, доктор медицинских наук, профессор В. Ф. Корсун о И. П. Неумывакине … «Ваши громадные знания не только в области физиологии, но и фитотерапии приносят здоровье многим людям. Ваши публикации по лекарственным растениям являются наглядным материалом для людей, интересующихся народной медициной, а также пособиями для врачей.»… (Гений здоровой жизни. Журнал «Клуба 100 лет». — 2012. — № 3 — 4. — С. 12)[неавторитетный источник]
- «Известным учёным-целителем» называет И. П. Неумывакина первый вице-президент Петровской Академии наук и искусств В. У. Агеевец[32].
- В числе последователей И. П. Неумывакина — В. С. Лукасевич (главврач Крымского центра оздоровления Неумывакина)[33][34] и заслуженный врач России Ю. Б. Войханский (главврач Центра развития Неумывакина в Кировской области)[35]
- Ученик и соавтор И. П. Неумывакина — А. В. Закурдаев[36].

## Критика
Изобретённое Неумывакиным успокоительное средство Фенибут не имеет научных доказательств эффективности и не является лекарством в большинстве стран. Фенибут запрещён в части западных стран, а в других продаётся как пищевая добавка.
При обосновании своих идей по лечению заболеваний Неумывакин использует когнитивное искажение «ошибка выжившего», описанное тысячи лет назад античными философами. Неумывакин никогда не изобретал фенибут. Он работал в составе группы над изучением свойств этого препарата.

### Научные работы
- Неумывакин И. П. Усовершенствованный портативный сухой спирометр // Бюллетень экспериментальной биологии и медицины. — 1965. — Вып. 60. — № 7. С. 122—123. — PMID 5880695
- Неумывакин И. П. Исследование стабильности медикаментов применительно к необычным факторам внешней среды. // И. П. Неумывакин и др. — Космическая биология и медицина. — 1970. — № 4. — С. 84–85.
- Неумывакин И. П. Принципы комплектации аптечек для обеспечения космонавтов наборами лекарственных средств // И. П. Неумывакин, Т. Н. Крупина, Л. Г. Полевой, Л. А. Семейкина — Космическая биология и авиакосмическая медицина. — 1978. — Т. 12. — № 3. — С. 27–31. — PMID 661205
- Неумывакин И. П. Принципы, методы и средства оказания медицинской помощи космонавтам при полетах различной продолжительности : дисс. … докт. мед. наук. — М. — 1982. — 114 с.

### Популярные статьи
- Неумывакин И. П. Дышите на здоровье : о различных оздоровительных системах дыхания. // Физкультура и спорт. — 1993. — № 7. — С. 20–23.
- Неумывакин И. П. Как пересекаются параллельные миры : интегрированная медицина. // Экология и жизнь. — 2002. — № 1 (24). — С. 76–81.
- Неумывакин И. П. Здоровье из космоса. // Природа и человек. XXI век. — 2012. — № 12. — С. 44–47.
- Неумывакин И. П. Советы профессора Неумывакина. // Наука и религия. — 2013. — № 1. — С. 63.